# Diotacanthus
- Commons
- Wikispecies

Diotacanthus Benth., segundo o Sistema APG II, é um gênero botânico da família Acanthaceae.

## Sinonímia
- Phlogacanthus Nees

## Espécies
O gênero apresenta duas espécies:
- Diotacanthus albiflorus
- Diotacanthus grandis
- «Lista das espécies»

## Nome e referências
Diotacanthus Benth. & Hook.f., 1876

## Classificação do gênero
| Sistema | Classificação                       | Referência            |
| ------- | ----------------------------------- | --------------------- |
| APG II  | Ordem Lamiales, família Acanthaceae | APweb, versão 9, 2008 |